# Khách sạn Ghazala Gardens
Khách sạn Ghazala Gardens (فندق غزالة) là một khách sạn bốn sao có 176 phòng nằm ở vịnh Naama của Ai Cập, trên bán đảo Sinai. Khách sạn chị em của nó, Ghazala Beach, nằm bên kia đường và lớn hơn đáng kể. Vào khoảng 01:15 giờ địa phương (22:15 UTC) vào ngày 23 tháng 7 năm 2005, một tên khủng bố đã lái một chiếc xe bán tải chở đầy thuốc nổ qua mặt kính và vào tiền sảnh. Vài giây sau, chiếc xe tải phát nổ, giết chết một số người và lật ngang hành lang. Người ta không biết chính xác có bao nhiêu người chết trong vụ tấn công Ghazala Gardens, nhưng tổng số khoảng 90 người đã thiệt mạng trong loạt vụ tấn công đêm đó. Trong vài tuần sau vụ nổ, phần còn lại của khách sạn đã bị phá hủy.

## Tái xây dựng
Sau cuộc tấn công ngày 23 tháng 7, khách sạn đã được xây dựng lại. Khách sạn Ghazala Gardens mới được xây dựng được xây dựng theo phong cách Moorish và hiện có 284 phòng đôi thoải mái được chia thành nhiều tòa nhà 2 tầng nằm rải rác xung quanh các khu vườn cảnh.